# Hans Meier (Fußballspieler)
Hans Meier (* 30. August 1920) ist ein ehemaliger deutscher Fußballspieler. Mit der SG Planitz wurde er 1948 Fußballmeister der Ostzone.

## Sportliche Laufbahn
Die Sportgemeinschaft (SG) Planitz wurde 1948 westsächsischer Fußballmeister und qualifizierte sich für die Fußball-Ostzonenmeisterschaft 1948. Zum Aufgebot der Westsachsen gehörte auch der knapp 28-jährige Hans Meier. Beim Planitzer 5:0-Kantersieg im Halbfinale gegen die SG Weimar Ost erzielte Meier, als Rechtsaußenstürmer eingesetzt, den 2:0-Zwischenstand. Im Endspiel traf die SG Planitz auf die SG Freiimfelde Halle und gewann die Ostzonenmeisterschaft mit 1:0. Meier stürmte erneut auf der Rechtsaußenposition. Er gehörte auch in der Saison 1947/48 zum Spieleraufgebot der Planitzer, die in dieser Spielzeit in der sächsischen Meisterschaft nicht über den vierten Platz hinauskam. Anschließend schied Hans Meier aus dem Kader der Planitzer aus.